# 三田井氏
三田井氏（みたいし）は、天照大神（三毛入命）や祖母嶽大明神（大神惟基）に連なる子孫で、高貴の一族として現在の宮崎県西臼杵郡高千穂町にあたる日向国高千穂地方（高知尾）を治めた高千穂氏の末裔である氏族。6代目に男子なく大神惟基の一男大神太郎政次を貰い受けて嫡男とし高千穂太郎政次を名乗らせたという。

## 概要
鎌倉時代、大友能直入部の際に同族大神氏の大神大野氏や阿南氏は平氏方にたち源氏に刃向かったが、高知尾氏は逆にこれに従い、所領は安泰となった。
鎌倉時代後期、高知尾三郎政重の後を継いだ武政より三田井氏を名乗っているが、これは高千穂の主邑であった地名に由来する。
地名としての三田井には、むかし田居というところがあって五瀬命から伊波礼毘古命まで三代に渡って住んだ所として美田居と敬称した説の他、三神田（美禄田、御守田、比波里田）と三神井（真名井、比波里川、逢初川）から三田井とする説がある。

## 伝説
祖とされる大神惟基には、「姥嶽（うばだけ）と云う嶽」（祖母山のこと）に住む大蛇が人との間になした子供「あかがり大太」の5代目の子孫にあたるという言い伝えがある。

## 歴史
- 建長6年（1254年）、鎌倉下知状の写しに「高知尾三郎政重、政重の祖父政綱、父政信」
- 建武5年（1254年）8月、十社大明神々主宗重申状案（田部文書）に「三田井武政」「先三田井殿武政」とある。これが三田井を姓とする初見である[6]。
- 興国2年（1341年）4月23日、後村上天皇綸旨案（阿蘇文書）に「日向國高知尾三田井入道明覚」と、同年5月8日、懐良親王綸旨案（阿蘇文書）に「三田井三郎入道」とある。
- 貞和3年（1347年）2月、浦上香童丸申状（田部文書）に「三田井三郎入道明覚」「明覚亡父高知尾三郎政重」とある。
- 天授3年（1377年）、銘の鰐口（豊後国の嫗嶽村にある大神一族の祖神を祀る嫗岳神社）に「三田井小太郎十三歳病気平癒につき奉納」
- 文明13年（1481年）、阿蘇家への起請文に「三田井惟秀・惟治様の外は上と頼り申すまじく候事」
- 文明14年（1482年）、三田井親貞が荒立神社に供物を奉納。
- 明応3年（1494年）、三田井惟治が十社大明神に畑を寄進。
- 明応5年（1496年）、三田井右武が十社大明神に田を寄進し、押方二上神社、柴原神社を再興。
- 永正元年（1504年）、三田井親武が後河内神社を再興。
- 享禄3年（1530年）、三田井親武が桑の内二上神社を再興。
- 天文8年（1539年）、三田井親武が押方嶽宮を再興。
- 文禄元年（1591年）、豊臣秀吉による九州平定で縣城（延岡城主）となった高橋元種が三田井氏家老の甲斐宗摂の協力により三田井親武を討ち取り高千穂地方を征服。
- 慶長2年（1597年）、 三田井親武の長男、三田井重武が自刃。三田井氏の宗家滅亡。

## 事蹟
- 徳源寺〜三田井後河内。三田井家菩提寺。高千穂太郎の位牌などあったが消失廃滅。
- 遁光寺〜三田井中組。三田井家家臣の菩提寺。廃滅。
- 義雲寺〜向山中山。9代政貞の建立。廃滅
- 八幡宮〜上野下野。建久3年（1251年）6月16日、三田井惟元造営。
- 薬王山東岸寺〜岩戸。天文14年（1545年）4月、親武が再興。
- 紫雲山龍泉寺〜上野。後鳥羽上皇第三皇子開基。
- 祖母山岳大明神〜田原。文明年中（1469年-1487年）建立。天明壬寅（天明2年:1782年）春、再建。
- 祖母山岳大明神〜上野。三田井家勧請。